# 韓允忠
韓 允忠あるいは韓 允中（かん いんちゅう、814年 - 874年）は、唐代の軍人。魏博節度使。もとの名は君雄。本貫は魏州。

## 経歴
魏州右職の韓国昌の子として生まれた。若くして魏博の軍門に仕え、裨校に昇進した。潞州の戦役に従軍した。咸通11年（870年）、魏博節度使の何全皞が軍衆に殺害されると、允忠は後継に推挙された。普王李儼が魏博節度使を遥領すると、允忠は左散騎常侍に任じられ、御史中丞を兼ね、魏博節度観察留後をつとめた。ほどなく検校工部尚書・魏州大都督府長史に転じ、魏博節度観察等使をつとめた。検校司空・同中書門下平章事を加えられた。乾符元年（874年）11月、死去した。享年は61。太尉の位を追贈された。
子に韓簡があった。

## 伝記資料
- 『旧唐書』巻181 列伝第131
- 『新唐書』巻210 列伝第135